# MacTutor History of Mathematics archive
MacTutor History of Mathematics Archive – anglojęzyczna strona internetowa, prowadzona przez Johna J. O'Connora i Edmunda F. Robertsona, umieszczona na serwerach University of St Andrews w Szkocji. Strona zawiera szczegółowe biografie wielu znanych matematyków, w tym także Polaków. Zawiera również informacje o słynnych krzywych i historie rozwoju różnych dziedzin matematyki. Strona była wyróżniana wieloma nagrodami za osiągnięcia w dziedzinie popularyzacji historii matematyki.